# 江戸家猫三
江戸家 猫三（えどや ねこぞう、1900年 - 1989年6月13日）は寄席芸人。本名は、中田 しげる（漢字表記不明）。

## 概要
初代桂ざこば門下で三玉で落語家修行。後に宗家江戸家猫八（東京の岡田信吉系統の動物の物まねを得意とした人物とは別人）の弟子となり、江戸家猫三と改名。
博多で巡業中に同地の幇間の芸人に教わった足芸の珍芸を得意とした。戦後、1950年頃に引退したが、桂米朝等の勧めで1975年頃に朝日放送の和朗亭に出演し、久しぶりに足芸を披露した。

## 足芸
仰向けの状態で頭を客席に向け、足を上げ、足にひょっとことおかめのお面を付け、着物を着させ、お囃子に乗せて手足を動かして、他愛無い踊りであった。